# L’Hôpital (Moselle)
L’Hôpital település Franciaországban, Moselle megyében. Lakosainak száma 5179 fő (2022. január 1.). L’Hôpital Lauterbach, Carling és Saint-Avold községekkel határos.

## Népesség
A település népességének változása:
| Lakosok száma | 7181 | 6567 | 6385 | 5537 | 5421 | 5406 | 5350 | 5229 | 5205 | 5179 |
|               | 1968 | 1982 | 1990 | 2006 | 2013 | 2015 | 2017 | 2019 | 2020 | 2022 |